# Femeiche
Le Femeiche est un chêne remarquable de l'arrondissement de Borken en Rhénanie-du-Nord-Westphalie. Il est notoire par son âge estimé entre 600 et 1 500 ans, en faisant l'un des plus vieux chênes d'Allemagne. Près de cet arbre prit place au XVIe siècle un tribunal informel de la Sainte-Vehme.